# Waldbahn Tereswatal
| Waldbahn bei der Arbeit in Ust-Tschorna |                     |                                                                                    |                                                                                    |
| Streckenlänge: | 50–120 km           |                                                                                    |                                                                                    |
| Spurweite: | 750 mm (Schmalspur) |                                                                                    |                                                                                    |
| |                     |                                                                                    |                                                                                    |
| \| \| 0 \| Tereswa Anschluss an die Ukrsalisnyzja \| Tereswa Anschluss an die Ukrsalisnyzja \| \| \| \| Krywa (ukr. Крива, tsch. Krivé, ung. Nagykirva) \| \| \| \| \| Hlyboka Dolyna (ukr. Глубока Долина, tsch. Hluboký) \| \| \| \| \| Ternowo (ukr. Терново, tsch. Trnovo nad Teresvou, ung. Kökényes) \| \| \| \| \| Neresnyzja (ukr. Нересниця, tsch. Neresnice, ung. Nyéresháza) \| \| \| \| \| Tereswa \| \| \| \| \| Pidplescha (ukr. Підплеша, tsch. Podpleša, ung. Pelesalja) \| \| \| \| \| Kalyny \| \| \| \| \| Wyschnij Dubowez (ukr. Вишній Дубовець, tsch. Vyšní Dubovec, ung. Felsőpatakvölgy) \| \| \| \| \| Tereswa \| \| \| \| \| Passitschne (ukr. Пасічие) \| \| \| \| \| Krasna \| \| \| \| 43 \| Osorel (ukr. Озорел) \| Osorel (ukr. Озорел) \| \| \| 50 \| Ust-Tschorna \| Ust-Tschorna \| \| \| 51 \| Abzweig nach Ruska Mokra \| Abzweig nach Ruska Mokra \| \| \| \| Brusturjanka \| \| \| \| 54 \| Endstelle Ruska Mokra \| Endstelle Ruska Mokra \| \| \| 56 \| Abzweig Zweigstrecke Jablunyzja-Tal \| Abzweig Zweigstrecke Jablunyzja-Tal \| \| \| \| Endstelle Jablunyzja-Tal \| \| \| \| 59 \| Lopuchiw (ukr. Лопухів, tsch. Brustury, ung. Brusztura) \| Lopuchiw (ukr. Лопухів, tsch. Brustury, ung. Brusztura) \| \| \| \| Brusturjanka \| \| \| \| 68 \| Ust-Turbat (ukr. Усть-Турбат) \| Ust-Turbat (ukr. Усть-Турбат) \| \| \| \| Abzweig Zweigstrecke Turbat-Tal \| \| \| \| \| Brusturjanka \| \| \| \| 72 \| Turbat (ukr. Турбат) \| Turbat (ukr. Турбат) \| \| \| \| Brusturjanka \| \| \| \| 71 \| Lopuchiw \| Lopuchiw \| \| \| \| Abzweig Zweigstrecke Brusturjanka-Tal \| \| \| \| \| Endstelle Brusturjanka-Tal \| \| \| \| 75 \| Pljajska (ukr. Пляаӣська) \| Pljajska (ukr. Пляаӣська) \| \| \| \| Pljajska \| \| \| \| 79 \| Komarne (ukr. Комарне) \| Komarne (ukr. Комарне) \| |                     |                                                                                    |                                                                                    |
| Betriebsstelle Streckenanfang (Strecke außer Betrieb) | 0                   | Tereswa Anschluss an die Ukrsalisnyzja                                             | Tereswa Anschluss an die Ukrsalisnyzja                                             |
| Haltepunkt / Haltestelle (Strecke außer Betrieb) |                     | Krywa (ukr. Крива, tsch. Krivé, ung. Nagykirva)                                    | Krywa (ukr. Крива, tsch. Krivé, ung. Nagykirva)                                    |
| Haltepunkt / Haltestelle (Strecke außer Betrieb) |                     | Hlyboka Dolyna (ukr. Глубока Долина, tsch. Hluboký)                                | Hlyboka Dolyna (ukr. Глубока Долина, tsch. Hluboký)                                |
| Haltepunkt / Haltestelle (Strecke außer Betrieb) |                     | Ternowo (ukr. Терново, tsch. Trnovo nad Teresvou, ung. Kökényes)                   | Ternowo (ukr. Терново, tsch. Trnovo nad Teresvou, ung. Kökényes)                   |
| Haltepunkt / Haltestelle (Strecke außer Betrieb) |                     | Neresnyzja (ukr. Нересниця, tsch. Neresnice, ung. Nyéresháza)                      | Neresnyzja (ukr. Нересниця, tsch. Neresnice, ung. Nyéresháza)                      |
| Brücke über Wasserlauf (Strecke außer Betrieb) |                     | Tereswa                                                                            | Tereswa                                                                            |
| Haltepunkt / Haltestelle (Strecke außer Betrieb) |                     | Pidplescha (ukr. Підплеша, tsch. Podpleša, ung. Pelesalja)                         | Pidplescha (ukr. Підплеша, tsch. Podpleša, ung. Pelesalja)                         |
| Haltepunkt / Haltestelle (Strecke außer Betrieb) |                     | Kalyny                                                                             | Kalyny                                                                             |
| Haltepunkt / Haltestelle (Strecke außer Betrieb) |                     | Wyschnij Dubowez (ukr. Вишній Дубовець, tsch. Vyšní Dubovec, ung. Felsőpatakvölgy) | Wyschnij Dubowez (ukr. Вишній Дубовець, tsch. Vyšní Dubovec, ung. Felsőpatakvölgy) |
| Brücke über Wasserlauf (Strecke außer Betrieb) |                     | Tereswa                                                                            | Tereswa                                                                            |
| Haltepunkt / Haltestelle (Strecke außer Betrieb) |                     | Passitschne (ukr. Пасічие)                                                         | Passitschne (ukr. Пасічие)                                                         |
| Haltepunkt / Haltestelle (Strecke außer Betrieb) |                     | Krasna                                                                             | Krasna                                                                             |
| Haltepunkt / Haltestelle (Strecke außer Betrieb) | 43                  | Osorel (ukr. Озорел)                                                               | Osorel (ukr. Озорел)                                                               |
| Bahnhof (Strecke außer Betrieb) | 50                  | Ust-Tschorna                                                                       | Ust-Tschorna                                                                       |
| Abzweig geradeaus und nach links (Strecke außer Betrieb) · Strecke von rechts (außer Betrieb) | 51                  | Abzweig nach Ruska Mokra                                                           | Abzweig nach Ruska Mokra                                                           |
| Strecke (außer Betrieb) · Brücke über Wasserlauf (Strecke außer Betrieb) |                     | Brusturjanka                                                                       | Brusturjanka                                                                       |
| Strecke (außer Betrieb) · Betriebsstelle Streckenende (Strecke außer Betrieb) | 54                  | Endstelle Ruska Mokra                                                              | Endstelle Ruska Mokra                                                              |
| Strecke von links (außer Betrieb) · Abzweig geradeaus und nach rechts (Strecke außer Betrieb) | 56                  | Abzweig Zweigstrecke Jablunyzja-Tal                                                | Abzweig Zweigstrecke Jablunyzja-Tal                                                |
| Betriebsstelle Streckenende (Strecke außer Betrieb) · Strecke (außer Betrieb) |                     | Endstelle Jablunyzja-Tal                                                           | Endstelle Jablunyzja-Tal                                                           |
| Haltepunkt / Haltestelle (Strecke außer Betrieb) | 59                  | Lopuchiw (ukr. Лопухів, tsch. Brustury, ung. Brusztura)                            | Lopuchiw (ukr. Лопухів, tsch. Brustury, ung. Brusztura)                            |
| Brücke über Wasserlauf (Strecke außer Betrieb) |                     | Brusturjanka                                                                       | Brusturjanka                                                                       |
| Haltepunkt / Haltestelle (Strecke außer Betrieb) | 68                  | Ust-Turbat (ukr. Усть-Турбат)                                                      | Ust-Turbat (ukr. Усть-Турбат)                                                      |
| Strecke von links (außer Betrieb) · Abzweig geradeaus und nach rechts (Strecke außer Betrieb) |                     | Abzweig Zweigstrecke Turbat-Tal                                                    | Abzweig Zweigstrecke Turbat-Tal                                                    |
| Brücke über Wasserlauf (Strecke außer Betrieb) · Strecke (außer Betrieb) |                     | Brusturjanka                                                                       | Brusturjanka                                                                       |
| Betriebsstelle Streckenende (Strecke außer Betrieb) · Strecke (außer Betrieb) | 72                  | Turbat (ukr. Турбат)                                                               | Turbat (ukr. Турбат)                                                               |
| Brücke über Wasserlauf (Strecke außer Betrieb) |                     | Brusturjanka                                                                       | Brusturjanka                                                                       |
| Haltepunkt / Haltestelle (Strecke außer Betrieb) | 71                  | Lopuchiw                                                                           | Lopuchiw                                                                           |
| Abzweig geradeaus und nach links (Strecke außer Betrieb) · Strecke von rechts (außer Betrieb) |                     | Abzweig Zweigstrecke Brusturjanka-Tal                                              | Abzweig Zweigstrecke Brusturjanka-Tal                                              |
| Strecke (außer Betrieb) · Betriebsstelle Streckenende (Strecke außer Betrieb) |                     | Endstelle Brusturjanka-Tal                                                         | Endstelle Brusturjanka-Tal                                                         |
| Haltepunkt / Haltestelle (Strecke außer Betrieb) | 75                  | Pljajska (ukr. Пляаӣська)                                                          | Pljajska (ukr. Пляаӣська)                                                          |
| Brücke über Wasserlauf (Strecke außer Betrieb) |                     | Pljajska                                                                           | Pljajska                                                                           |
| Betriebsstelle Streckenende (Strecke außer Betrieb) | 79                  | Komarne (ukr. Комарне)                                                             | Komarne (ukr. Комарне)                                                             |

Die Waldbahn Tereswatal war eine Waldbahn in der Ukraine in der Oblast Transkarpatien.

## Geschichte

### Anfänge unter ungarischer Herrschaft
Schon 1883 gab es Pläne zum Bau einer Eisenbahn in das Tereswatal nördlich der Theiß, damals wurden noch normalspurige Varianten erwogen. Das ungarische Handelsministerium bewilligte der Ungarischen Nordostbahn dann am 4. Juni 1885 unter der Nummer 19942 den Bau der Taracsvölgyi erdei vasút (TEV, deutsch „Waldbahn Theresiental“).
Am 23. Juni 1887 wurde die schmalspurige Strecke (Spurweite 750 mm) von Taracköz (heute Tereswa) nach Kobilaerdö (heute als Kobyle Teil von Tarassiwka) mit einer Länge von 33,83 Kilometern eröffnet. Die Strecke führte im Tal der Tereswa bis Nyéresháza (heute Neresnyzja) auch einen Personenverkehr, danach ging es als Waldbahn noch 13,5 Kilometer nordwärts mit einer Abzweigung zu einem Steinbruch bei Pelesalja (heute Pidplescha) über Tereselpatak (heute Tarassiwka) nach Kobilaerdö. Die Strecke diente vorrangig dem Holztransport der großen Holzmengen die bis dahin über den Fluss bis zur Eisenbahn in Taracköz geflößt wurden, der Betrieb der Bahn oblag zunächst auf dem Stück bis Tarassiwka bei der Ungarischen Nordostbahn, ab 1889 auch auf den übrigens Streckenteilen. Nach deren Verstaatlichung am 1. August 1890 ging die Betriebsführung auf die Ungarischen Staatsbahnen über, am 18. Februar 1897 ging die Lokalbahn dann gänzlich in Staatsbahnbesitz über und es konnte auch die Genehmigung zur Personenbeförderung auf der gesamten Linie erlangt werden. Nach verheerenden Unwettern am 26. April 1894 wurde jedoch die Strecke zwischen Tarassiwka und Kobyle so schwer beschädigt, dass sie nicht mehr aufgebaut wurde, 1908 wurde jedoch eine durch Pferdekraft betriebene Feldbahn von Pidplescha 3,1 Kilometer talaufwärts gebaut, diese wurde während der Karpatenkämpfe im Ersten Weltkrieg 1915 durch die Militärverwaltung bis Dombó (heute Dubowe) verlängert.

### Unter tschechoslowakischer Herrschaft

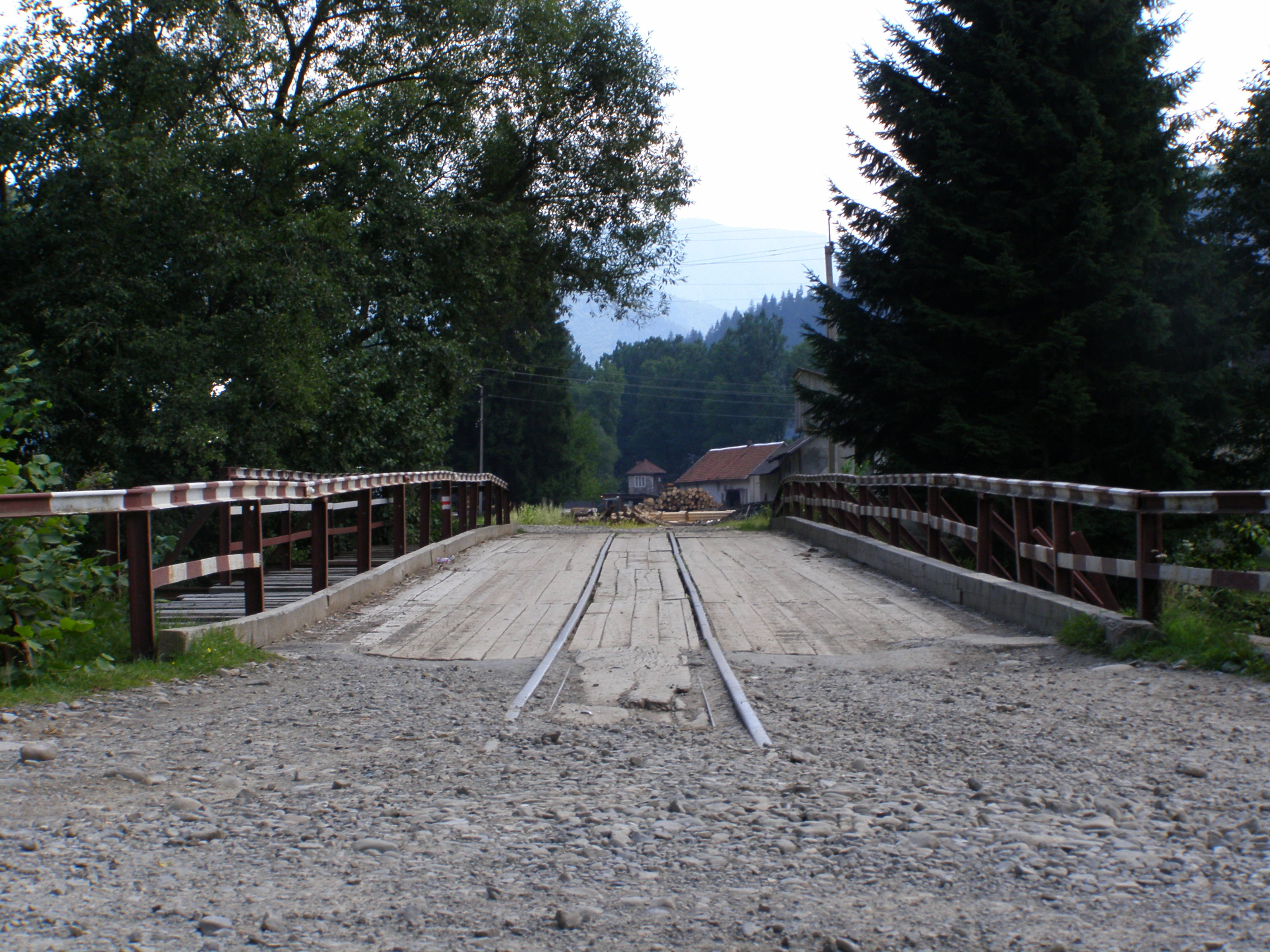
Schienenreste beim ehemaligen Bahnhof in Ust-Tschorna

Nachdem das Gebiet des Tereswatales 1920 der Tschechoslowakei zugeschlagen wurde und nun auch unter dem Namen Karpatenukraine bekannt wurde, übernahmen die Tschechoslowakischen Staatsbahnen die Lokalbahn unter der Bezeichnung Státní lesní dráha v UsťČorné in der 2. Hälfte des Jahres 1920, der seit dem Ende des Krieges ruhende Betrieb wurde aber noch nicht wieder aufgenommen. Stattdessen kam es zu einer Umspurung der Strecke auf 760 mm und am 1. November 1922 wurde der Personenverkehr auf der Teilstrecke zwischen dem nunmehrigen Teresva und Neresnice aufgenommen, die restliche Strecke übernahm später die Forstverwaltung.
Der schon 1918 geforderte Weiterbau der Strecke bis Ustčorna (heute Ust-Tschorna) wurde nach 1924 bis 1926 ausgearbeiteten Plänen in den Jahren 1928 bis 1930 realisiert, ab 1930 wurden auch die nördlich des Ortes gelegenen Täler (Brusturjanka, Mokrjanka usw.) erschlossen. Der Verwaltungssitz, die Einsatzleitung und die Werkstatt samt Depots wurde in Ustčorna angesiedelt und es entstand so ein Schmalspurnetz von über 100 Kilometern, die Hauptstrecke führte dabei von Teresva über Ustčorna, Ruská Mokrá (heute Ruska Mokra) und Nemecká Mokrá (heute Nimezka Mokra) ins obere Tal der Mokrjanka.
Am 1. April 1936 ging die Bahn dann in den Besitz der Forstverwaltung Buštino (heute Buschtyno) über, dies führte den Betrieb nun unter dem Namen Teresvanská lesní dráha v období und ermöglichte nun ein umstiegsfreies Fahren auf der gesamten Strecke.

## Unter sowjetischer Herrschaft bis 1998 in der Ukraine

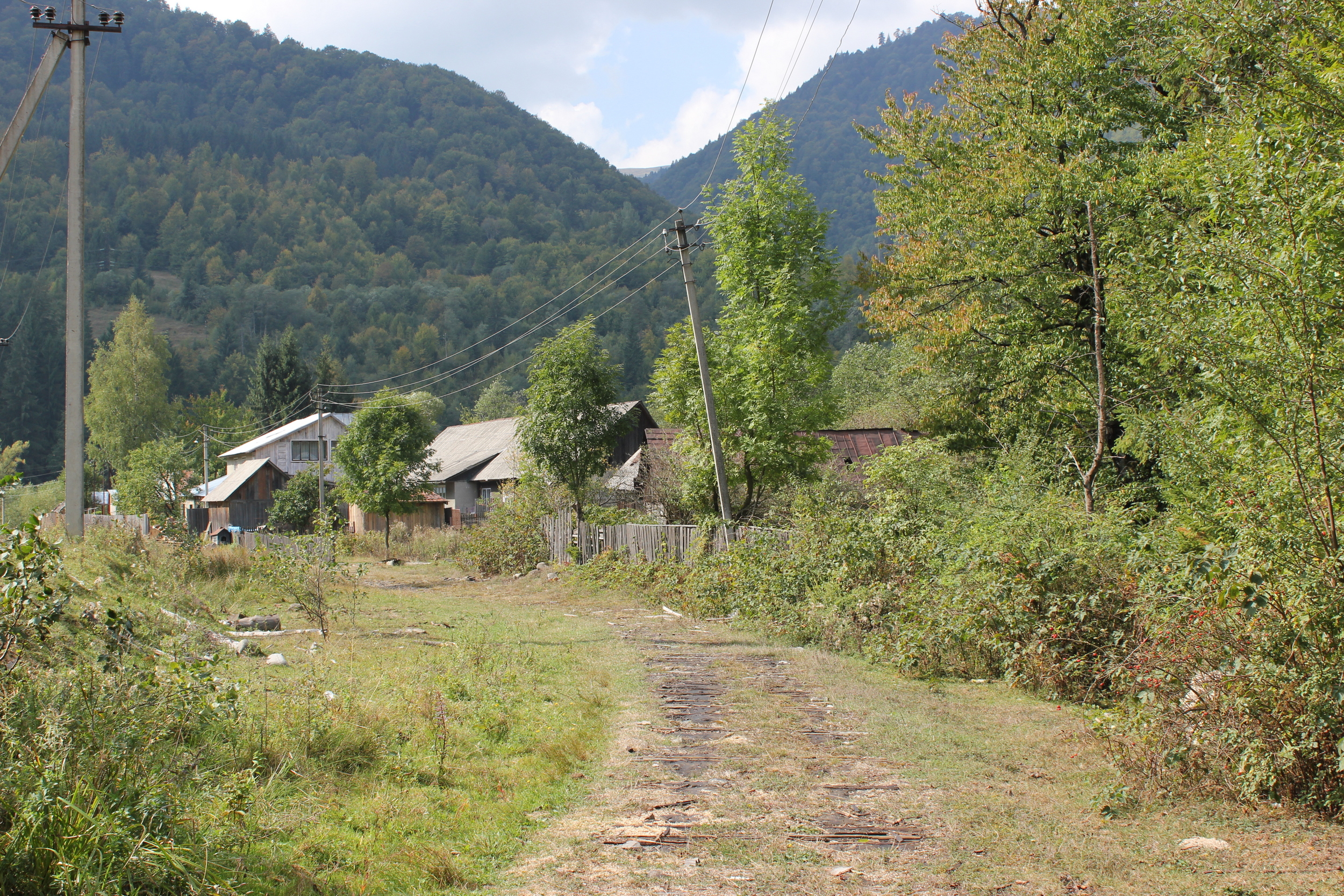
Ehemaliges Gleisbett bei Ust-Tschorna

1939 kam die Karpatenukraine als ganzes zu Ungarn, die Strecken blieben aber in der Hand der Forstverwaltung und der Betrieb wurde weitergeführt. Nach dem Rückzug der Ungarn am Ende des Zweiten Weltkrieges wurde die Strecke allerdings teilweise abgetragen und beschädigt und ging 1945 nach der Annexion der Karpatenukraine an die Sowjetunion erst einmal in den Besitz der Sowjetischen Eisenbahnen über, diese gab sie aber schnell an das neu geschaffene Holzgewinnungskombinat Ust-Tschorna ab. Unter der Führung des Kombinats wurden die Gleisanlagen erneuert und wieder auf die Spurweite 750 mm umgebaut, in Tereswa entstand ein großer Holzumschlagplatz. Durch weitere Ausbauten in die Seitentäler erreichte das Streckennetz zwischen 1947 und 1965 seine maximale Ausdehnung mit etwa 250 Kilometern. Durch den vermehrten Einsatz von LKW zum Holzabtransport und der damit einhergehenden Vernachlässigung der Gleise schrumpfte das Netz danach aber wieder, nach dem Ende der Sowjetunion lag die Bahn ab 1991 in der neu entstandenen Ukraine, der nun залізна дорога лісокомбінату Усть-Чорна/Salisna doroha lisokombinaty Ust-Tschorna („Eisenbahnstrecke des Waldkombinates Ust-Tschorna“) genannte Betrieb war dauerhaft von akutem Treibstoffmangel gefährdet. 1992 rissen Hochwasser schon Teile der Trasse und einer Brücke weg, diese Schäden konnten jedoch repariert werden.
Nach schweren Hochwassern infolge schwerer Unwetter am 4./5. November 1998 im Einzugsgebiet des Tereswatales wurden große Teile der Eisenbahnanlagen beschädigt oder zerstört (mindestens 14 Kilometer der Strecke versanken komplett im Flussbett), so dass beschlossen wurde den Betrieb nicht wieder aufzubauen.
Die Forstverwaltung war allerdings bestrebt, wenigstens den Wagenpark und das brauchbare Gleismaterial zu verkaufen. Im Jahr 2003 wurden die Gleisanlagen durchgehend entfernt, so dass heute wenig an die Waldbahn erinnert.